# Orthocentrus insularis
Orthocentrus insularis là một loài tò vò trong họ Ichneumonidae.